# إليزابيث باريس
إليزابيث كريوسون باريس Elizabeth Crewson Paris هي قاضية أمريكية في محكمة الضرائب الأمريكية. عينها الرئيس الأمريكي جورج بوش في فبراير 2008، صدق مجلس الشيوخ على تعيينها في يوليو 2008، وأدت اليمين في 1 أغسطس 2008. وستنتهي فترتها في المنصب في سنة 2023.